# Gordiej Lewczenko
Gordiej Lewczenko (ros. Гордей Иванович Левченко, ur. 8 stycznia?/20 stycznia 1897, zm. 26 maja 1981) – radziecki admirał (od 25 września 1944).

## Życiorys
We wrześniu 1913 został powołany do marynarki, w 1914 ukończył Szkołę Bosmanów i Jungów. Od października 1914 do stycznia 1915 pełnił służbę jako marynarz на krążownikach Gromoboj, Admirał Makarow oraz jako komiendorm на okręcie szkolnym Piotr Wielikij, od czerwca 1916 pełnił służbę на niszczycielu Zabijaka. W 1917 wstąpił do Czerwonej Gwardii, brał udział w szturmie na Pałac Zimowy. W 1918 wstąpił do radzieckiej Marynarki Wojennej, w 1919 – do RPK(b). 
W 1922 ukończył szkołę korpusu dowódczego radzieckiej Marynarki Wojennej, w 1925 klasę artylerii specjalnych kursów korpusu dowódczego Sił Morskich RChACz i w 1930 kursy doszkalające wyższego personelu dowódczego przy Akademii Marynarki Wojennej.
Brał udział w wojnie domowej, w stłumieniu powstań w forcie Krasnaja Gorka w 1919 i w Kronsztadzie w 1921. 
Od czerwca 1922 był dowódcą wachty niszczyciela Kapitan Izylmietjew, od grudnia 1922 był artylerzystą niszczyciela Sładkij. Od czerwca do listopada 1923 był artylerzystą kanonierki Krasnoje Znamja, od lutego 1925 starszym artylerzystą, od maja 1926 starszym zastępcą dowódcy pancernika Pariżska Kommuna. Od kwietnia 1928 był dowódcą niszczyciela Artiom, od maja do października 1929 – Wojkow, od października 1930 – krążownika Aurora. Od kwietnia 1931 pełnił służbę jako szef Zespołu Okrętów Szkolnych sił morskich Morza Bałtyckiego. Od stycznia 1932 był dowódcą Kaspijskiej Flotylli Wojskowej, od stycznia 1933 dowódcą brygady pancerników Floty Bałtyckiej. Za dopuszczenie w czasie ćwiczeń do utraty okrętu podwodnego B-3 został pozbawiony stanowiska i przeniesiony на Morze Czarne na stanowisko dowódcy samodzielnego dywizjonu niszczycieli. Od marca 1937 był dowódcą brygady niszczycieli Floty Czarnomorskiej. W sierpniu 1937 został wyznaczony na szefa sztabu, a w styczniu 1938 – na dowódcę Floty Bałtyckiej. Od kwietnia 1939 był zastępcą ludowego komisarza Marynarki Wojennej ZSRR. 
Po ataku Niemiec na ZSRR w charakterze przedstawiciela Stawki uczestniczył w obronie Odessy, Mikołajowa i Sewastopola. Od października 1941 był dowódcą wojsk na Krymie. Nieumiejętnie organizował obronę półwyspu, wojska niemieckie z marszu przerwały radzieckie pozycje na przesmyku i weszły na Krym, powodując ciężkie straty wśród wojsk podległych Lewczence. 
W listopadzie 1941 został aresztowany przez organa kontrwywiadu, przyznał się do winy co do niepowodzenia ofensywy i paniki, zeznawał obciążając Grigorija Kulikowa. 25 stycznia 1942 został skazany na 10 lat pozbawienia wolności, lecz 31 stycznia 1942 został zwolniony, а 19 lutego 1942 zdegradowany do stopnia komandora. Od 11 kwietnia 1942 dowodził Leningradzkim, a od 25 czerwca 1942 – Kronsztadzkim morskim rejonem obronnym, zabezpieczał transport i zaopatrzenie wojsk w czasie przerwania blokady. 
Od 9 kwietnia 1944 był zastępcą ludowego komisarza Marynarki Wojennej ZSRR. Od lutego 1946 dowodził 4 Flotą, od marca 1947 był zastępcą do spraw gotowości bojowej głównodowodzącego Marynarką Wojenną. 
Od marca 1960 był zastępcą ministra marynarki wojennej ZSRR – głównym inspektorem Sił Morskich ZSRR. Po śmierci Stalina został odsunięty z kierowania ministerstwem i w maju 1953 wyznaczony na honorowe stanowisko admirała – inspektora Marynarki Wojennej Głównej Inspekcji Ministerstwa Obrony ZSRR. Od stycznia 1956 był ponownie zastępcą do spraw gotowości bojowej głównodowodzącego Marynarką Wojenną. Od stycznia 1958 był wojskowym inspektorem - doradcą Grupy Generalnych Inspektorów Ministerstwa Obrony ZSRR. We wrześniu 1960 przeszedł w stan spoczynku.
Był autorem pamiętników «Gody ogniewyje» (wyd. w 1960).